# Tadeusz Feliński
Tadeusz Feliński (ur. 1913, zm. 1976) – polski działacz partyjny i państwowy, w latach 1965–1971 przewodniczący Prezydium Miejskiej Rady Narodowej w Bytomiu.

## Życiorys
W 1948 wstąpił do Polskiej Zjednoczonej Partii Robotniczej, aktywny w komisji ds. rad narodowych w ramach Komitetu Wojewódzkiego PZPR w Katowicach oraz jako członek Wojewódzkiej Komisji Kontroli Partyjnej. Wieloletni działacz związków zawodowych, a także Towarzystwa Przyjaźni Polsko-Radzieckiej, w tym od 1958 przewodniczący komisji rewizyjnej TPPR w województwie katowickim. Zajmował stanowiska kierownika Wydziału Gospodarki Komunalnej Prezydium Miejskiej Rady Narodowej w Chorzowie oraz szefa Wojewódzkiej Komisji Lokalowej i kierownika Wydziału Organizacyjno-Prawnego Prezydium Wojewódzkiej Rady Narodowej w Katowicach. Ponadto do 1972 kierował klubem Polonia Bytom, następnie został jego prezesem honorowym. 14 stycznia 1967 wybrany przewodniczącym Prezydium MRN w Bytomiu, stanowisko zajmował do 1971.
Został pochowany na Cmentarzu Mater Dolorosa w Bytomiu.